# Jacques Rémy (football)
Pour les articles homonymes, voir Jacques Rémy et Rémy (homonymie).
Jacques Rémy surnommé Jacko, né le 3 mars 1972 à Denain, est un footballeur français d'origine belge qui évoluait au poste d'attaquant.

## Carrière

### Des débuts difficiles
Au tout début de sa carrière, il joue dans de petits clubs comme l'AC Port-de-Bouc, Carpentras et l'ES Fos. Il est ensuite repéré par le SM Caen, mais ne fait que 3 apparitions avec l'équipe première en Ligue 1.
En 1999, il termine meilleur buteur du National avec le FC Martigues (26 buts) et signe alors en faveur du RC Strasbourg, dirigé par Claude Le Roy, après avoir effectué un essai à l'Olympique de Marseille lors d'un match amical face à l'AS Monaco. En Alsace, il n'arrive pas à s'imposer, et se voit de plus très critiqué. Il fait seulement 13 petites apparitions en Division 1 (1 but inscrit). Il joue souvent en compagnie de Peguy Luyindula et Danijel Ljuboja. Malgré le faible temps de jeu dont il dispose il remporte malgré tout la Coupe de France, ce qui reste l'unique trophée majeur de sa longue carrière.

### Après 2000
En quête d'un nouveau club, il fait plusieurs essais à l'étranger (Grèce, Belgique, Angleterre et Qatar) mais sans suite.
Il est alors prêté au Grenoble Foot 38 où il réalise une bonne saison.
Puis, il décide de signer chez lui en Provence, au FC Istres, alors entraîné par Mehmed Baždarević en Ligue 2. Il aide le FC Istres à monter en Ligue 1, (12 buts en Ligue 2), en jouant notamment avec Xavier Gravelaine. Puis il quitte le club, libre de tout contrat.
Il retourne alors à Marseille, pendant quelques mois, puis est engagé par Rouen, alors en National.
À la fin de sa saison, il s'engage avec le Stade olympique Cassis Carnoux, en CFA. Il marque 24 buts sur deux saisons et se voit considéré comme le meilleur joueur du club.
En juillet 2007 il quitte la France et le CFA pour rejoindre la première division du Costa Rica.
Il inscrit son premier but sous ses nouvelles couleurs face au Pérez Zeledon.
En juin 2009, il est à l'essai au Sporting Toulon Var. Finalement il atterrit en amateur où il joue pour le Six-Fours-Le Brusc FC (niveau district) pour la saison 2009-2010. Il reste toujours très prolifique puisqu'il détient une moyenne supérieure à deux buts par match. Dernier rebondissement, il rejoint à la mi-saison le Sporting Toulon Var en CFA. Il joue ensuite à La Penne-sur-Huveaune en DH durant la saison 2011-2012 avant de raccrocher définitivement les crampons et de devenir recruteur au Montpellier HSC.
A l'hiver 2022, il devient dirigeant (entraîneur adjoint) au FC La Garnache (D2 district Vendée). Puis, il prend la tête de l'équipe senior masculine à partir de la saison 2022-2023.

## Clubs successifs
| Saison                   | Club                  | Pays       | Statistiques        |
| ------------------------ | --------------------- | ---------- | ------------------- |
| 1987 - 1989              | AC Port-de-Bouc       | France     |                     |
| 1989 - 1990              | Stade beaucairois     | France     |                     |
| 1990 - 1992              | ES Fos                | France     |                     |
| 1992 - 1993              | FC Carpentras         | France     |                     |
| 1993 - 1994              | SM Caen B             | France     | 7 matchs / 5 buts   |
| 1994 - 1995              | FC Istres             | France     | 10 matchs / 4 buts  |
| 1995 - 1996              | US Endoume            | France     | 32 matchs / 18 buts |
| 1996 - 1997              | FC Martigues          | France     | 13 matchs / 1 but   |
| 1997 - 1998              | Pau FC                | France     | 27 matchs / 14 buts |
| 1998 - 2000              | FC Martigues          | France     | 60 matchs / 48 buts |
| 2000 - 2001              | RC Strasbourg         | France     | 13 matchs / 1 but   |
| 2001 - 2002              | Grenoble Foot         | France     | 29 matchs / 10 buts |
| 2002 - 2004              | FC Istres             | France     | 67 matchs / 21 buts |
| 2004 - 2005              | FC Rouen              | France     | 25 matchs / 5 buts  |
| 2005 - 2007              | SO Cassis Carnoux     | France     | 40 matchs / 24 buts |
| 2007 - 2009              | Municipal Liberia     | Costa Rica | 35 matchs / 16 buts |
| 2009 - 2009              | Six-Fours-Le Brusc FC | France     | 8 matchs / 12 buts  |
| 2010 - 2011              | Sporting Toulon Var   | France     | 28 matchs / 14 buts |
| janvier 2011 - juin 2011 | SC Toulon-Le Las      | France     |                     |

## Palmarès
- Vainqueur de la Coupe de France en 2001 avec le RC Strasbourg
- Vainqueur de la Coupe de Provence en 2006 avec le SO Cassis-Carnoux